# Walkerella curtipedis
Walkerella curtipedis (лат.) — вид крупных паразитических наездников из семейства Pteromalidae (Otitesellinae) отряда перепончатокрылые насекомые. Встречаются в Восточной Азии (Китай, Yunnan).

## Описание
Ассоциированы с фикусом Ficus curtipes. Самцы своей субквадратной головой сходны с Walkerella jacobsoni. Кроме того, у их головы отсутствует задняя головная бороздка, которая развита у других видов рода. В крыльях самок маргинальная жилка почти в 2 раза длиннее субмаргинальной жилки.
Мелкие наездники (около 2 мм), самки с буровато-чёрным телом с зеленовато-голубоватым блестящим отливом с мелкой пунктировкой. Самцы желтоватые с крупной головой с экстремально развитыми большими мандибулами и слитыми воедино мезонотумом, метанотумом и проподеумом; крылья редуцированные. Формула усиков: 11253. Клипеус с небольшой срединной выемкой. Тергиты 2 и 3 глубоко вырезаны в середине. Крылья с сильно редуцированным жилкованием. Предположительно фитофаги и галлообразователи.
Вид впервые описан в 2013 году по материалам из Китая.